# Salou Djibo
Salou Djibo (ur. 15 kwietnia 1965 w Namaro) – nigerski wojskowy, przewodniczący Rady Najwyższej na rzecz Przywrócenia Demokracji od 19 lutego 2010, junty wojskowej, która przejęła władzę w Nigrze w wyniku zamachu stanu. 22 lutego 2010 został ogłoszony tymczasowym szefem państwa, którym pozostał do 7 kwietnia 2011.

## Życiorys
Salou Djibo urodził się w 1965 w Namaro, miejscowości oddalonej o 40 km od Niamey, położonej nieopodal rzeki Niger. Ukończył szkołę średnią w stolicy. Jest żonaty, ma pięcioro dzieci.
Związany z armią, w 1995 przeszedł szkolenie wojskowe w Bouaké w Wybrzeżu Kości Słoniowej. W 1996 uzyskał tytuł podchorążego, a rok później podporucznika. W 1998 awansował do stopnia porucznika, a w 2003 do stopnia kapitana. W 2006 został szefem szwadronu (majorem). Przeszedł również szkolenia wojskowe w Maroku i Chinach. Jako dowódca szwadronu zajmował szereg stanowisk wewnątrz Nigerskich Sił Zbrojnych (FAN). Był instruktorem w centrum wojskowym w Agadezie, dowódcą plutonu wojskowego oraz dowódcą garnizonu w Niamey i strefy wojskowej nr 1 obejmującej swoim zasięgiem regiony Niamey, Dosso i Tillabéri. Uczestniczył również w kilku misjach zagranicznych, w tym w 2004 w Wybrzeżu Kości Słoniowej i w 2006 w Demokratycznej Republice Konga. Za swoje zasługi odznaczony został Orderem Zasługi Nigru oraz uhonorowany przez ONZ.
18 lutego 2010 dowodził jedną z grup żołnierzy biorących udział w zamachu stanu, w wyniku którego obalony został prezydent Mamadou Tandja. Jeszcze tego samego dnia w kraju ukonstytuowała się Rada Najwyższa na rzecz Przywrócenia Demokracji (Conseil suprême pour la Restauration de la Démocratie, CSRD), która ogłosiła przejęcie pełni władzy, zawieszenie konstytucji i rozwiązanie wszystkich instytucji republiki. 19 lutego 2010 CSRD wybrała go swym przewodniczącym. Djibo niezwłocznie podpisał dekret o rozwiązaniu rządu.
22 lutego 2010 został mianowany przez CSRD pełniącym obowiązki szefa państwa i rządu w okresie przejściowym, który ma trwać do czasu przyjęcia nowej konstytucji i organizacji wyborów. Tymczasowy prezydent zyskał prawo sprawowania władzy za pomocą dekretów oraz mianowania i odwoływania premiera i innych członków rządu.
Stojąc na czele junty wojskowej nadzorował proces transferu władzy w ręce cywilne. W październiku 2010 w Nigrze odbyło się referendum, w wyniku którego przyjęta została nowa konstytucja. W styczniu i marcu 2011 przeprowadzone zostały natomiast demokratyczne wybory parlamentarne i prezydenckie. Ich zwycięzca, Mahamadou Issoufou 7 kwietnia 2011 objął urząd prezydenta, co zakończyło prawie 14-miesięczne rządy wojskowe.